# Bývalá navigační věž (Červená hora)
Bývalá navigační věž se nachází na Červené hoře v nadmořské výšce cca 748 m v pohoří Nízký Jeseník v katastru vesnice Guntramovice (části obce Budišov nad Budišovkou) v okrese Opava v Moravskoslezském kraji. Bývalá navigační věž se nachází jihovýchodně od vrcholu Červené hory. Na místě lze nalézt železobetonové trosky základů příhradové ocelové konstrukce věže.
Za druhé světové války, Německá armáda (Wehrmacht), pro potřeby leteckých sil (Luftwafe), vybudovala v roce 1941 na Červené hoře radarovou a meteorologickou stanici s navigační věží a dřevěnou budovou pro vojsko. V roce 1995 byla věž stržena, protože vibrace věže vyvolané větrem rušily seismická měření na blízké meteorologické stanici.

## Další informace
Na vrcholu Červené hory se také nachází Meteorologická stanice Červená u Libavé a vysílač.
Západním směrem se nachází památný strom Zlatá lípa a Lávový suk Červená hora.
Severozápadním směrem se nachází Kaple svatého Jana Nepomuckého, Pomník obětem bitvy u Guntramovic a Cesta Česko-německého porozumění.

## Galerie

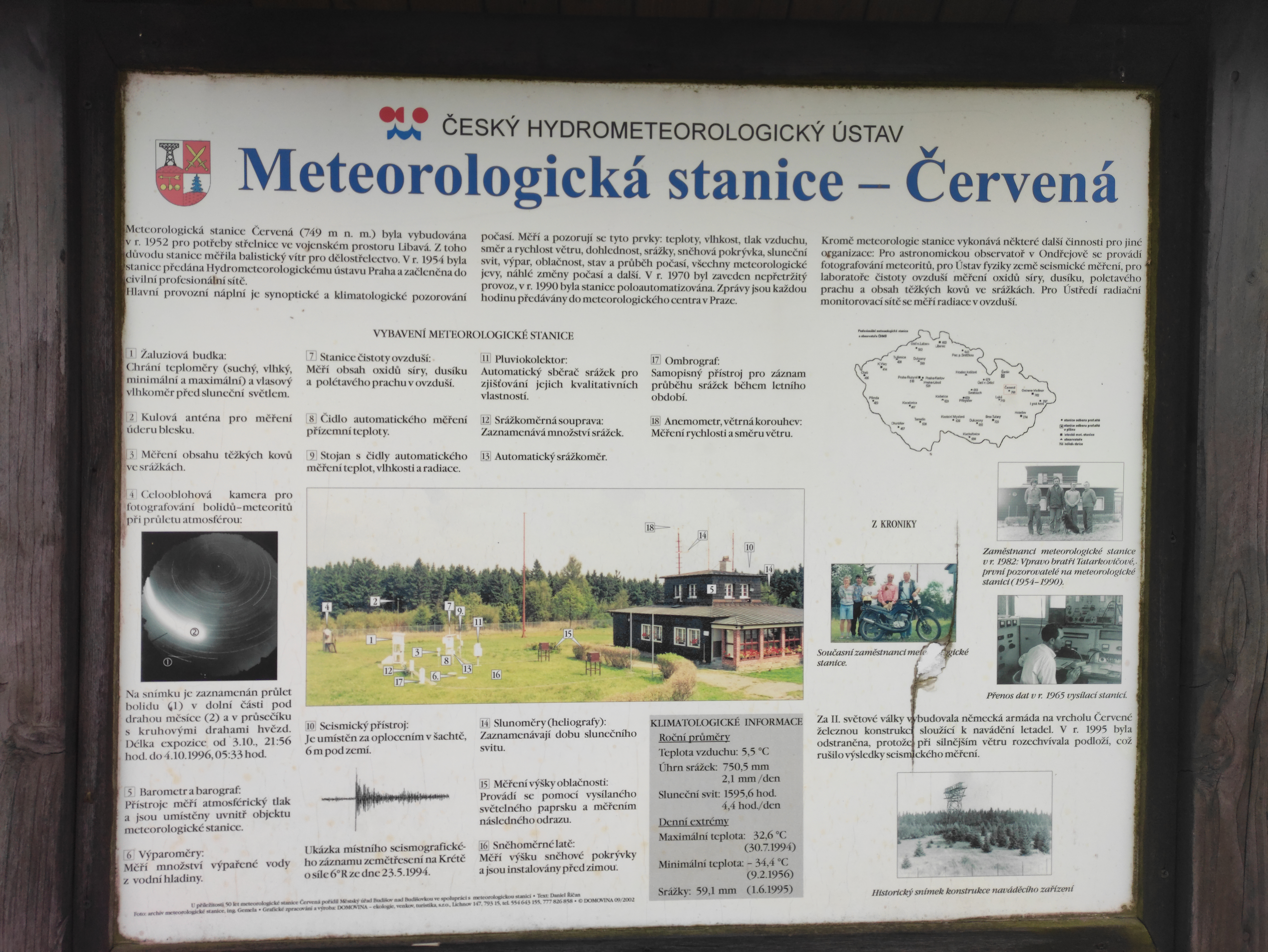
Informační tabule na vrcholu Červené hory